# أمين الجميل
أمين الجميّل (22 يناير 1942 -)، رئيس الجمهورية اللبنانية بالفترة من 22 سبتمبر 1982 إلى 22 سبتمبر 1988، ورئيس لحزب الكتائب الذي أسسه والده بيار الجميل. اختير رئيسًا للدولة في 21 سبتمبر 1982 في ظروف استثنائية ليخلف أخاه بشير الذي انتخب لرئاسة لبنان ولكنه اغتيل قبل تسلمه المنصب.

## حياته
انتسب إلى حزب الكتائب اللبنانية في عام 1961. حصل على شهادة في الحقوق من جامعة القديس يوسف ومارس المحاماة ابتداءً من العام 1965. بعام 1970 ترشح لخوض الانتخابات الفرعية بدائرة المتن الشمالي بعد وفاة خاله موريس الجميل، وانتخب نائبًا بعد حصوله على 54% من الأصوات مقابل 41% لفؤاد لحود. وأعيد انتخابه سنة 1972  بعد حصوله على 25,207 صوت مقابل 19,263 لأول الخاسرين، وفي نفس العام عينه الحزب رئيسًا لأقليم المتن الشمالي. وكان يمثل تيارًا معتدلًا في الكتائب مقارنة بأخيه بشير الذي كان متحمسًا لنزع سلاح الفلسطينيين المتواجدين في لبنان.

### الرئاسة
بعد اغتيال أخيه، حضر آريين شارون في بكفيا لتقديم التعازي ووعده الجميل بأنه سيسير على خطة شقيقه، إلا أن شارون أخبره بأنّه حضر للتعازي وليس للتحدث في السياسة. اجتمع المكتب السياسي لحزب الكتائب بغياب رئيسه بيار الجميل وقررو بالإجماع ترشيحه ليخلف أخاه بشير على الرغم من رفض والدة بيار لترشحه. استقبل الجميل إسحق شامير مع شارون وتعهد الجميل بأنّه سيكمل جهود أخيه في توقيع معاهدة سلام مع إسرائيل. في 17 سبتمبر 1982 أعلن المكتب السياسي في حزب الوطنيين الأحرار ترشيح رئيسة رئيس الجمهورية الأسبق كميل شمعون لمنصب الرئيس، وبذلك انحصرت المعركة الانتخابية بينه وبين شمعون. وتدخلت عدة أطراف في هذا الاستحقاق الانتخابي، حيث قرر الرئيس الأمريكي رونالد ريغان إيفاد القوات المتعددة الجنسية مجددًا إلى لبنان، بينما قامت فرنسا بالاقتراح بتمديد ولاية الرئيس إلياس سركيس فترة عامين وتأليف حكومة اتحاد وطني، لكن الرئيس سركيس رفض هذا العرض وأبلغ الفرنسيين إنه لن يبقى يومًا واحدًا بعد نهاية ولايته، بينما لم تقم سوريا بتأييد أي من المرشحين للمنصب مع عدم معارضتها لانتخاب الجميّل. أما داخليًا فقد كان الرئيس صائب سلام أول من بادر بتأييده للرئاسة وذلك باسمه وباسم التجمع الإسلامي، كما قام رئيس مجلس النواب كامل الأسعد بتأييده، وقام كونه رئيسًا للمجلس بتحديد يوم 21 سبتمبر موعدًا لجلسة انتخاب الرئيس. وقبل جلسة الانتخاب بيوم، أعلن الرئيس كميل شمعون عزوفه عن الترشح لرئاسة الجمهورية. عقدت جلسة انتخاب الرئيس في المدرسة الحربية في الفياضية، وفيها انتخب رئيسًا بأكثرية 77 صوت من أصل 80 حضروا الجلسة.
وعند توليه الرئاسة كان جنوب لبنان ومعظم مناطق الجبل وبيروت وجزء كبير من البقاع الغربي تحت سيطرة الجيش الإسرائيلي عقب غزو لبنان، وكان الجيش السوري مهيمنًا على شمال وشرق لبنان وكانت الحكومة اللبنانية فاقدة للسلطة والسيادة العملية على الأراضي اللبنانية.
واستمر عجز حكومته في فرض الهيمنة على لبنان طوال فترة عهده، وباقتراب نهاية فترته الرئاسية في 23 سبتمبر 1988 قدمت القوى المهيمنة على الساحة اللبنانية مقترحاتها بشأن من يخلفه وظهرت على السطح عدة أسماء مثل داني شمعون وقائد الجيش ميشال عون وقام رئيس الجمهورية الأسبق سليمان فرنجية بطرح اسمه كمرشح بينما حصل توافق سوري - أمريكي يقضي بانتخاب النائب مخايل الضاهر رئيسًا للجمهورية وحاولت فرضه على النواب. ولم يستطع مجلس النواب اختيار خلف له، فقام قبل 15 دقيقة من انتهاء فترته الرئاسية بتنصيب قائد الجيش ميشال عون رئيسًا للوزراء شكل بموجبة حكومة عسكرية من 6 وزراء يمثلون الطوائف الرئيسية في لبنان. ولم تعجب هذه الأسماء الكتلة المسلمة في البرلمان التي أصرت على بقاء الحكومة القائمة التي يرأسها بالنيابة سليم الحص، فأدى ذلك إلى استقالة الوزراء الممثلين للطوائف الإسلامية الثلاث السنة والشيعة والدروز، فكان على الأرض حكومتان متنافستان واحدة بقيادة عون وأخرى بقيادة الحص وهي ذاتها الحكومة القائمة قبل إقالتها من قبله وتشكيله الحكومة العسكرية، وانتهى الأمر بفرض سليم الحص رئيسًا للحكومة الموحدة وذلك بعد اتفاق الطائف.

### ما بعد الرئاسة

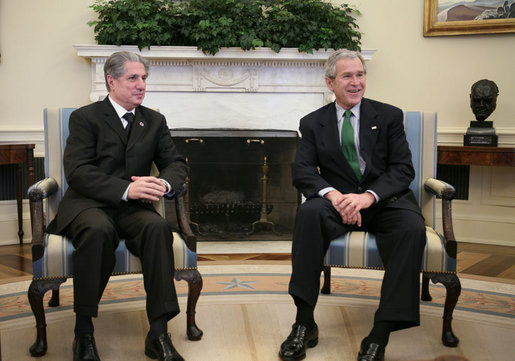
الجميّل مع الرئيس بوش في 8 فبراير 2007

توجه بعد نهاية رئاسته إلى المنفى الاختياري، وانتقل من سويسرا إلى فرنسا وعمل محاضرًا في جامعة هارفارد. أرجع الجميل سبب ذلك في البداية إلى خطر تعرّض له من سوريا، إلا أنّه نشر لاحقا في مذكراته أن جعجع هددّه بالأذى الشخصي. ولم يعد إلى لبنان إلا عام 2000 لينضم إلى تيار معارض للرئيس إميل لحود الذي اعتبره رئيسًا تحت الهيمنة السورية. وفي عام 2001 دخل في نزاع مع كريم بقرادوني حول زعامة حزب الكتائب، وانتهى النزاع بتوليه منصب الرئيس الأعلى المستحدث وبقاء بقرادوني في موقع الرئيس. اغتيل نجله وزير الصناعة بيار في 21 نوفمبر 2006 إثر إطلاق النار على سيارته. في 20 يوليو 2007 أعلن ترشحه لشغل مقعد نجله المغتال في انتخابات المتن الشمالي الفرعية. ورغم الدعم الذي تلقاه من حلفائه في تحالف 14 آذار فإنه خسر أمام مرشح التيار الوطني الحر كميل خوري متحصلًا على 39.116 صوتا ضد 39.534. وأرجع سبب خسارته إلى الأصوات الأرمنية وإلى ما أسماهم عملاء سوريا.

## حياته الأسرية
في عام 1962 تزوج من جويس جوزف فيليب تيان (جويس الجميل)، ولهما من الأبناء:
- نيكول (متزوجة من ميشال مكتف رئيس إقليم المتن الكتائبي).
- بيار (اغتيل في 21 نوفمبر 2006).
- سامي.

## وصلات خارجية
- أمين الجميل على موقع أرشيف الشارخ.
- أمين الجميل على موقع الموسوعة البريطانية (الإنجليزية)
- أمين الجميل على موقع مونزينجر (الألمانية)
- أمين الجميل على موقع إن إن دي بي (الإنجليزية)

- موقعه الشخصي
- برنامج شاهد على العصر الرئيس اللبناني الأسبق أمين الجميل إنتاج قناة الجزيرة

| المناصب السياسية                                  | المناصب السياسية                     | المناصب السياسية |
| ------------------------------------------------- | ------------------------------------ | ---------------- |
| سبقه إلياس سركيس بشير الجميل (اغتيل قبل أن يتسلم) | رئيس الجمهورية اللبنانية 1982 - 1988 | تبعه رينيه معوض  |